# Idiomas de Portugal

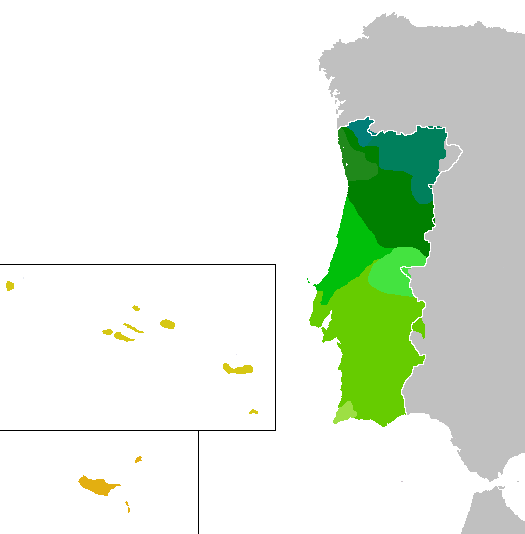
Dialectos del portugués europeo.

Los idiomas de Portugal son los idiomas hablados actual o antiguamente en el territorio de la República Portuguesa.

## Idiomas existentes

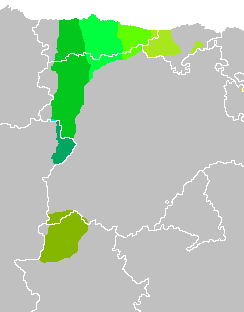
Dominio asturleonés.

El idioma oficial y más hablado de Portugal es el portugués, descendiente del galaicorromance medieval hablado en la actual Galicia y zonas de Asturias y León, que fue una de las primeras lenguas cultas de la Europa medieval junto al provenzal, siendo su escritura, como la de toda la poesía vernácula de la Europa latina medieval, influida por esta última. Obras como las Cantigas de Santa María, encargadas y participadas por el rey Alfonso X el Sabio, así como un importante corpus poético, fueron escritas en ese ancestro de la lengua gallega y portuguesa, que a medida que la antigua Hispania se fue recuperando a los conquistadores árabes, se fue extendiendo hacia el sur.
En el nordeste portugués se encuentran aún hablantes del mirandés (lhéngua mirandesa en mirandés) un dialecto del idioma asturleonés. En total, cuenta con menos de 15.000 hablantes (la mayoría como segunda lengua) y normalmente solo se habla en aldeas, siendo Picote (Picuote en mirandés) la única población donde la conocen prácticamente todos los habitantes. La ortografía del mirandés está influida naturalmente por el portugués, pero es una lengua diferente, con un desarrollo, estructura e historia diferentes. Se habla en el municipio de Miranda do Douro ( Miranda de Duero ), y en las parroquias de Angueira, Vilar Seco (Bilasseco) e Caçarelhos (Caçareilhos), en el municipio de Vimioso ('Bimioso' o  Bumioso ), en un espacio de 484 km², extendiéndose su influencia por otras freguesías de los municipios de Vimioso, Mogadouro, Macedo de Cavaleiros y Braganza.[cita requerida]
El mirandés goza de reconocimiento oficial en toda la provincia portuguesa de Trás-os-Montes e Alto Douro en virtud de la Ley n.º 7/99, de 29 de enero de 1999 de la República Portuguesa ("Reconocimiento oficial de derechos lingüísticos de la comunidad mirandesa").
También se utiliza la lengua de signos portuguesa, utilizada por la comunidad sorda portuguesa.

## Dialectos de Portugal

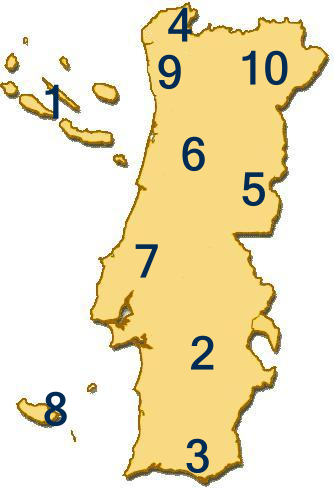
Dialectos de Portugal.

La lengua portuguesa (portugués europeo), contiene los siguientes dialectos:
- Entre los dialectos del  'Centro-Sur' , está presente el dialecto de la capital del país, Lisboa, que, sin embargo, tienen algunas peculiaridades propias. Los dialectos de los archipiélagos atlánticos, Azores y Madeira, tienen características únicas y ambas pueden ser agrupadas a los dialectos del Sur.
  - 1 -  Dialecto de Azores (Açoriano); hablado en la  Región Autónoma de las Azores .
  - 2 -  Dialecto de Alentejo (Alentejano)
  - 3 -  Dialecto de Algarve (Algarvio)  (hay un pequeño dialecto en la parte occidental).
  - 5 -  Dialecto de Beira Baixa y Alto Alentejo (Baixo Beirão, Alto Alentejano), hablado en la región centro (Interior)
  - 6 -  Dialecto de Beira (Beirão)[4]
  - 7 -  Dialecto de Estremadura (Estremenho); en las Regiones de Coímbra y Área Metropolitana de Lisboa  (puede ser subdividido en lisboeta y coimbrense).
  - 8 -  Dialecto de Madeira; hablado en la  Región Autónoma de Madeira.
- Entre los  'dialectos del Norte' , está presente el dialecto del Gran Área Metropolitana de Oporto, la segunda mayor zona urbana portuguesa.
  - 4 -  Dialecto de Alto Minho; en el norte de Braga  (Interior).
  - 9 -  Dialecto del Norte (Norteño); en las Regiones de Braga y de Oporto 
  - 10 -  Dialecto de Trás-os-Montes (Transmontano); hablado en Trás-os-Montes.
- Barranquenho - hablado en el municipio de Barrancos (en la frontera con Andalucía y Extremadura), un dialecto portugués fuertemente influenciado por el idioma extremeño.
- Minderico, un sociolecto o argot hablado en la parroquia de Minde (Ninhou en minderico) y que está prácticamente en extinción.

## Históricamente
Lenguas y dialectos, que son o se han hablado en el territorio  portugués:

### Lenguas prerromanas

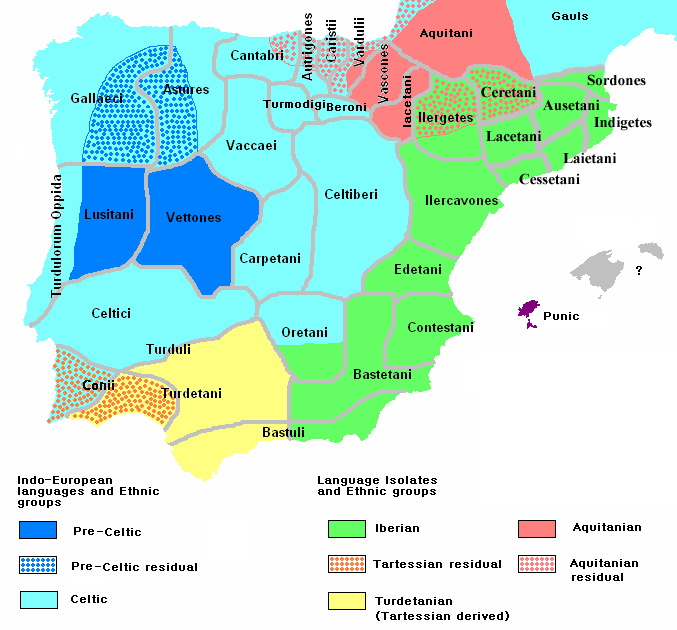
Mapa etnográfico y lingüístico de la península ibérica cerca de 200 a. C., del final de la segunda guerra púnica.

Proto-celta y las lenguas celtas
- - Celtíbero
  - Galaico
- Tartésico
- Lusitano

### Lenguas románicas, post-románicas y medievales
- Árabe
  - Árabe andalusí
  - Árabe clásico
- Lenguas bereberes
- Lenguas germánicas
  - Lengua gótica
  - Suevo
  - Vándalo
- Latín
  - Latín vulgar
    - Lenguas iberorromances

[...] Gallegoportugués
- -     -       - Astur-leonés

[...] Mirandés
- -     -       - Mozárabe
      - Lenguas judeorromances

[...] Judeoportugués
- Lenguas escito-sármatas
  - Alánico

## Mirandés
- Mirandés dialecto del Idioma asturleonés. El mirandés es el glotónimo utilizado para referirse a la lengua tradicional hablada en Miranda de Duero (Portugal), perteneciente al subgrupo asturleonés, que incluye también a las hablas tradicionales (leonés y asturiano) de León, Zamora y Asturias en España. 
  - El mirandés goza de reconocimiento oficial en toda la provincia portuguesa de Trás-os-Montes e Alto Douro y Distrito de Braganza en virtud de la Ley n.º 7/99, de 29 de enero de 1999 de la República Portuguesa ("Reconocimiento oficial de derechos lingüísticos de la comunidad mirandesa").
  - El mirandés se habla principalmente en el concejo de Miranda de Duero, y en dos aldeas del Concejo de Vimioso, Angueira, y Vilasseco,[5] siendo discutida la inclusión en este último concejo de la aldea de Caçareilhos.[6]